# Dibba Al-Fujairah
Dibba Al-Fujairah in arabo دبا الفجيرة‎? è una città dell'Emirato di Fujaira. La cittadina si affaccia sul golfo di Oman ed ha una popolazione di circa 30.000 abitanti.

## Sport
La squadra di calcio della città è il Dibba Al-Fujairah SC.